# Nikon D5
Nikon D5 – 20,8-megapikselowa profesjonalna pełnoklatkowa (36 × 24 mm) lustrzanka cyfrowa zaprezentowana przez przedsiębiorstwo Nikon 5 stycznia 2016. Jest następcą modelu Nikon D4S.
Aparat ma możliwość rejestrowania zdjęć w trybie ciągłym z prędkością 12 klatek na sekundę (ze śledzeniem AF) i 14 kl./s z ostrością ustaloną na pierwszej klatce. Umożliwia fotografowanie przy czułościach ISO w zakresie 50–3 280 000. Przetwarzaniem obrazu steruje nowy model procesora, EXPEED 5.
Aparat umożliwia także nagrywanie filmów wideo w rozdzielczości 4K.